# Liposoluble
Se llama liposolubles a las sustancias solubles en grasas, aceites y otros solventes orgánicos no polares como el benceno y el tetracloruro de carbono.
Las vitaminas liposolubles, A, D, E y K son las que se disuelven en grasas y aceites. Se almacenan en el hígado y en los tejidos grasos, debido a que se pueden almacenar en la grasa del cuerpo no es necesario tomarlas todos los días por lo que es posible, tras un consumo suficiente, subsistir una época sin su aporte.
Si se consumen en exceso (más de diez veces las cantidades recomendadas) pueden resultar tóxicas. Esto les puede ocurrir sobre todo a deportistas, que aunque mantienen una dieta equilibrada recurren a suplementos vitamínicos en dosis elevadas, con la idea de que así pueden aumentar su rendimiento físico. Esto es totalmente falso, así como la creencia de que los niños van a crecer si toman más vitaminas de las necesarias.
Las vitaminas liposolubles son:
- Vitamina A (Retinol)
- Vitamina D (Calciferol)
- Vitamina E (Tocoferol)
- Vitamina K (Antihemorrágica)